# Aimeliik
Aimeliik er en administrativ del af østaten Palau. Det er en af republikken Palau's 16 stater. Det har et areal på 52 km² og en befolkning på 334 (2015). Statens hovedstad er landsbyen Mongami.

## Geografi
Aimeliik ligger på hovedøen Babeldaob i sydvest. De geografiske koordinater er 07°25′ N og 134°31′ Ø.
Området har et samlet areal på cirka 52 km² og er stort set dækket af regnskov og bjerge.
.